# Justizministerium
Justizministerium bezeichnet das für die Justiz zuständige Ministerium eines Staates. In Deutschland wird es neben dem Auswärtigen Amt und den Ministerien der Finanzen, des Inneren und der Verteidigung zu den seit dem Kaiserreich etablierten klassischen Ressorts gezählt. Justiz- und Innenminister gelten in Deutschland als Verfassungsminister.

## Justizverwaltung und Gewaltenteilung
In Deutschland untersteht traditionell einheitlich in Bund und Ländern die ordentliche Gerichtsbarkeit dem Justizministerium und ist in der Regel auf die Zivil- und Strafgerichtsbarkeit beschränkt. Die Verwaltungs- und Finanzgerichte unterstehen ebenfalls weitgehend dem Justizministerium, während die Sozialgerichte weitgehend und die Arbeitsgerichte ausnahmslos dem Arbeits- und Sozialminister unterstehen. Die Staatsanwaltschaft ist in Deutschland hierarchisch aufgebaut, dem Justizministerium von Bund oder Land unterstellt und weisungsgebunden.

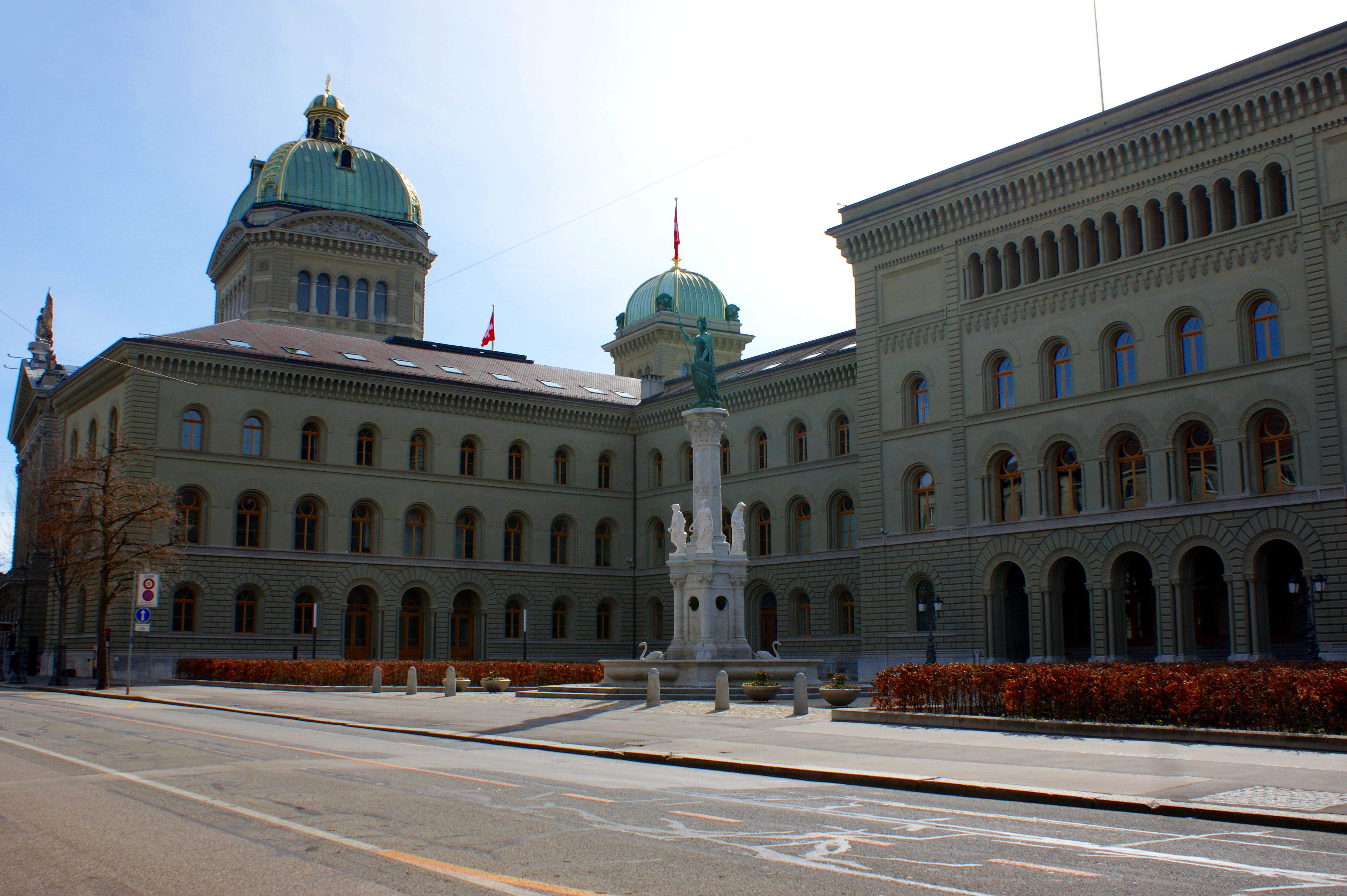
Im Vordergrund das Bundeshaus West in Bern, u. a. Hauptsitz des Eidgenössischen Justiz- und Polizeidepartements. Im Hintergrund die Kuppeln des Parlamentsgebäudes.

In der Schweiz untersteht die Bundesanwaltschaft nicht dem Eidgenössischen Justiz- und Polizeidepartement (EJPD). Sie wird von einer separaten Aufsichtsbehörde über die Bundesanwaltschaft (AB-BA) beaufsichtigt, die der Bundesversammlung (Parlament) und deren Aufsicht unterstellt ist, unabhängig von Bundesrat (Regierung), Bundesverwaltung und Gerichten. Auch in den meisten Kantonen sind die Staatsanwaltschaften grundsätzlich nicht weisungsgebunden und, wenn überhaupt, nur administrativ der Exekutive bzw. einem kantonalen Justizdepartement (Ministerium) zugeordnet. Das EJPD hat auch keine Zuständigkeit hinsichtlich der Gerichtsorganisation oder der Besetzung von Richterstellen. Auf Bundesebene (wie auch in den meisten Kantonen) sind diese Aufgaben dem Parlament zugeordnet. In vielen Kantonen werden die Richter gar direkt vom Volk gewählt.
In manchen Staaten heißen Staatsanwälte Untersuchungsrichter und genießen richterliche Unabhängigkeit. Das kann dazu führen, dass einzelne Untersuchungsrichter durch spektakuläre Ermittlungen zu großer Prominenz gelangen (Baltasar Garzón, Antonio Di Pietro). An die Stelle ministerieller Aufsicht können Selbstverwaltungsorgane treten (z. B. Consiglio superiore della magistratura in Italien).

## Nationale Justizministerien (Auswahl)

### Europa

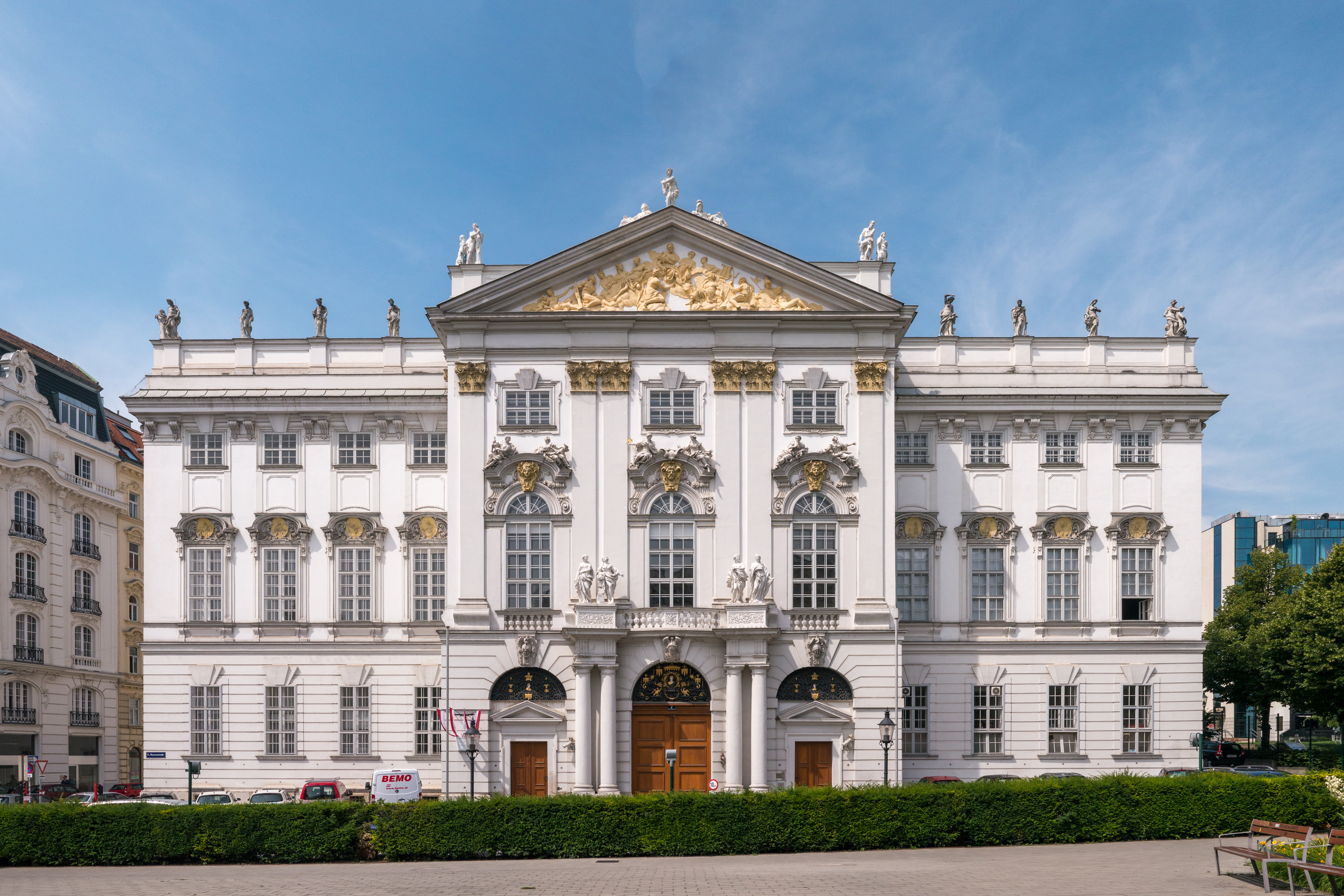
Bundesministerium für Justiz (Österreich)

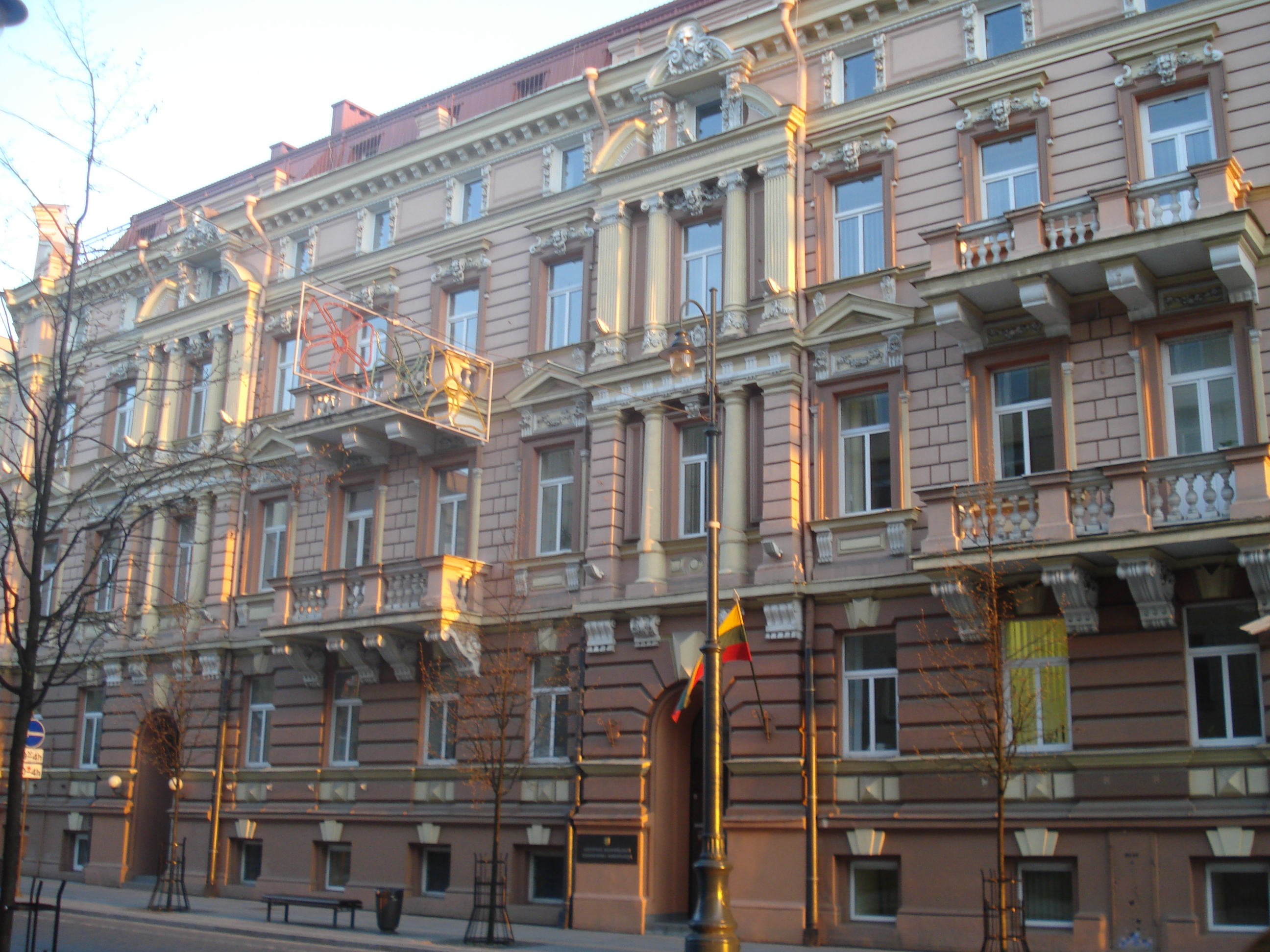
Justizministerium (Litauen)

- Föderaler Öffentlicher Dienst Justiz (Belgien)
- Justitsministeriet (Dänemark)
- Bundesministerium der Justiz (Deutschland)
- Justizministerium (Italien)
- Ministerium für Infrastruktur und Justiz (Liechtenstein)
- Justizministerium der Republik Litauen
- Ministerie van Veiligheid en Justitie (Niederlande)
- Justis- og beredskapsdepartementet (Norwegen)
- Bundesministerium für Justiz (Österreich)
- Justizministerium (Polen)
- Justizministerium der Russischen Föderation
- Eidgenössisches Justiz- und Polizeidepartement (Schweiz)
- Justizministerium (Spanien)

### Sonstige

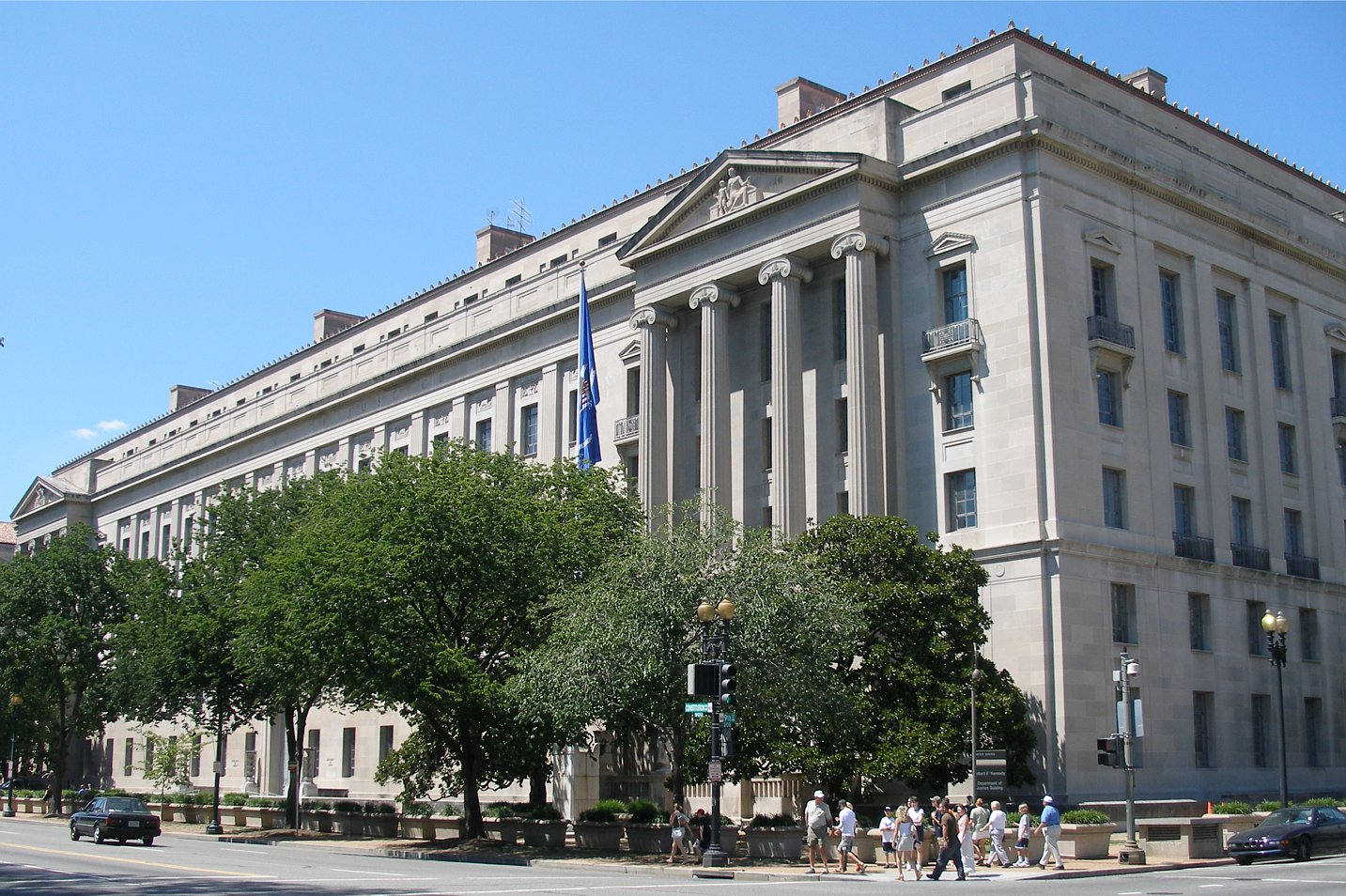
US-Justizministerium

- Justizministerium der Volksrepublik China
- Justizministerium (Japan)
- Justizministerium (Kasachstan)
- Justizministerium (Namibia)
- Justizministerium Osttimors
- Justizministerium (Türkei)
- Justizministerium der Vereinigten Staaten

## Justizministerien deutscher Bundesländer
- Ministerium der Justiz und für Migration Baden-Württemberg
- Bayerisches Staatsministerium der Justiz
- Senatsverwaltung für Justiz und Verbraucherschutz (Berlin)
- Ministerium der Justiz des Landes Brandenburg
- Die Senatorin für Justiz und Verfassung (Bremen)
- Behörde für Justiz und Verbraucherschutz (Hamburg)
- Hessisches Ministerium der Justiz
- Ministerium für Justiz, Gleichstellung und Verbraucherschutz des Landes Mecklenburg-Vorpommern
- Niedersächsisches Justizministerium
- Ministerium der Justiz des Landes Nordrhein-Westfalen
- Ministerium der Justiz Rheinland-Pfalz
- Ministerium der Justiz (Saarland)
- Sächsisches Staatsministerium der Justiz und für Demokratie, Europa und Gleichstellung
- Ministerium für Justiz und Verbraucherschutz des Landes Sachsen-Anhalt
- Ministerium für Justiz und Gesundheit des Landes Schleswig-Holstein
- Thüringer Ministerium für Migration, Justiz und Verbraucherschutz

## Historische Justizministerien (Auswahl)
- Reichsjustizamt (1871–1919)
- Reichsjustizministerium (1919–1945)
- Justizministerium der Deutschen Demokratischen Republik (1949–1990)